# Tramont-Saint-André
Tramont-Saint-André település Franciaországban, Meurthe-et-Moselle megyében. Lakosainak száma 62 fő (2022. január 1.). Tramont-Saint-André Soncourt, Vicherey, Favières, Tramont-Émy és Aroffe községekkel határos.

## Népesség
A település népessége az elmúlt években az alábbi módon változott:
| Lakosok száma | 76   | 53   | 50   | 51   | 57   | 58   | 57   | 56   | 59   | 62   |
|               | 1968 | 1982 | 1990 | 2006 | 2013 | 2015 | 2017 | 2019 | 2020 | 2022 |